# Stanisław Henryk Badeni
Stanisław Henryk Badeni (ur. 1 stycznia 1877 w Radziechowie, zm. 28 lipca 1943 w Korczynie k. Krosna) – polski historyk, doktor prawa, potem doktor habilitowany Uniwersytetu Jagiellońskiego w Krakowie, właściciel dóbr Radziechów.

## Życiorys
Jego ojcem był hrabia Stanisław Marcin Badeni (1850–1912), dwukrotny marszałek krajowy Galicji (w latach 1895–1901 i 1903–1912), a matką – Cecylia hr. Mier herbu własnego. Miał brata młodszego Henryka (1884–1943), księdza, doktora teologii, dziekana infułata metropolii lwowskiej.
Jako dziecko nauczał się przypuszczalnie w domu rodzinnym. Później uczęszczał do C. K. III Gimnazjum we Lwowie, po ukończeniu którego (w wieku 16 lat) wstąpił na Wydział Prawa Uniwersytetu Jagiellońskiego. W 1899 uzyskał stopień doktora praw.
W latach 1908–1914 był posłem do galicyjskiego Sejmu Krajowego we Lwowie (z gmin wiejskich (IV kuria) okręgu Buczacz). W 1910 był c. k. podkomorzym oraz członkiem Rady powiatowej w Buczaczu z grupy większych posiadłości ziemskich. W 1908 C. K. Rada Szkolna Krajowa zatwierdziła wybór dr. Stanisława Henryka Badeniego na delegata Rady powiatowej w Buczaczu do C. K. Rady Szkolnej Okręgowej w Buczaczu, której członkiem był w 1912.
14 listopada 1905 w Krakowie zawarł związek małżeński z hrabianką Jadwigą Plater-Zyberkówną (1884–1963).
W maju 1931 został wyróżniony godnością członka honorowego Towarzystwa Szkoły Ludowej.

## Ordery i odznaczenia
- Krzyż Komandorski z Gwiazdą Orderu Odrodzenia Polski (11 listopada 1937)[11]
- Krzyż Komandorski Orderu Odrodzenia Polski (28 kwietnia 1926)[12]